# کشتن نوزادان دختر در پاکستان

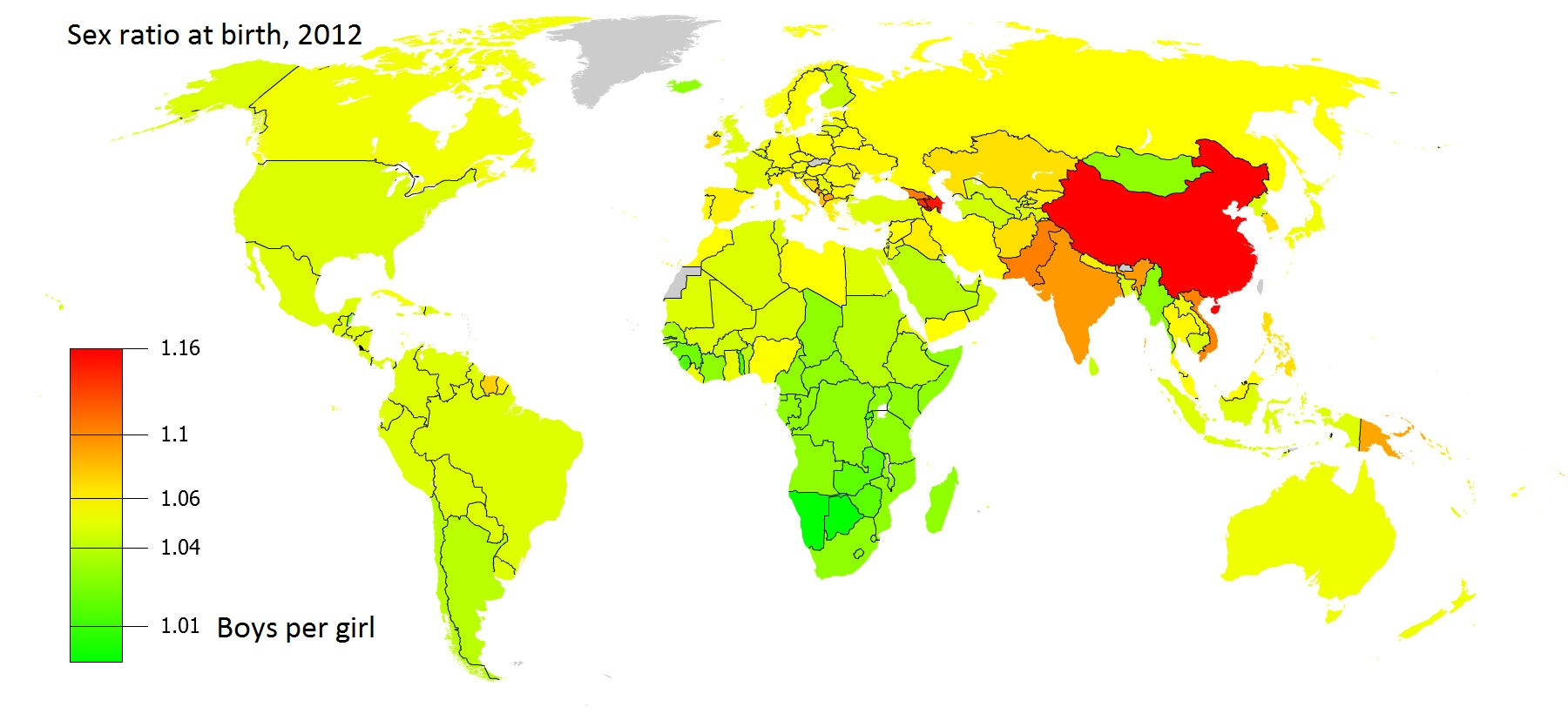
نقشه جهانی نسبت جنسیت تولد، ۲۰۱۲

کشتن دختران نوزاد مدت‌هاست که در پاکستان به دلیل عوامل فرهنگی متعدد رواج داشته است. آمارهای رسمی نشان می‌دهند که نرخ مرگ‌ومیر نوزادان در حال کاهش است، اما این ارقام شامل موارد نوزادکشی نمی‌شوند، زیرا این جنایت به‌ندرت گزارش شده و حتی کمتر مورد تحقیق و بررسی قرار می‌گیرد.

## تاریخچه
در قرن نوزدهم در هند تحت حاکمیت بریتانیا، یک‌چهارم جمعیت تنها نیمی از دختران خود را حفظ می‌کرد، در حالی که سه‌چهارم باقی‌مانده نسبت جنسیتی متعادلی داشتند، با ۱۱۸ مرد در برابر ۱۰۰ زن. این نسبت قابل مقایسه با نسبت جنسیتی اواخر قرن بیستم در این منطقه است که اکنون میان هند و پاکستان تقسیم شده است.

در میان مردم «کهرل»، کشتن نوزادان دختر رایج بود. گزارشی از سال ۱۸۸۴ (۱۲۶۳) بیان می‌کند:
کهرل‌ها شمالی‌ترین قبیله از قبایل بزرگ راوی هستند که بخش عمده‌ای از سرزمین‌های بین گوگیره و منطقهٔ لاهور را در دو سوی رودخانه در اختیار دارند و تا بخش‌هایی از منطقهٔ گجرانوالا نیز گسترش یافته‌اند. کهرل‌ها در اصل راجپوت بودند… و هرگز با یکدیگر کنار نمی‌آمدند. دشمنی‌های میان «لهارا» ها و کهرل‌های بالادست راوی مشهور بوده است. گفته می‌شود ماجرای غم‌انگیز میرزا و صاحبان، علت اصلی نزاع‌های خونین میان آن‌ها بوده است. میرزا از کهرل‌های ساهی مُهین بود… که در کودکی به خِوهه در جَهنٙگ رفت و عاشق دخترعموی صاحبانش، دختر رئیس آن منطقه، شد. والدین صاحبان او را به جوانی از قبیلهٔ چادر نامزد کردند، اما پیش از آنکه مراسم ازدواج برگزار شود، میرزا با او فرار کرد. آنها آن دو را تعقیب کردند و میرزا را کشتند. بستگان صاحبان نیز دختر را خفه کردند… این قتل‌ها باعث شد دشمنی‌های خونینی بین خاندان‌ها درگیرد تا جایی که سرانجام داشتن دختر را شوم دانستند و به محض تولد، آن‌ها را مانند صاحبان خفه می‌کردند. این رسم کشتن نوزادان دختر تا زمانی که کلنل هامیلتون، کمیسار مولتان، آن‌ها را متقاعد کرد تا از این کار دست بردارند، در میان خَرّال‌ها رواج داشت
این گزارش در یک کتاب منتشرشده در سال ۲۰۱۰ دربارهٔ ترجیح فرزند پسر مورد استناد قرار گرفته است. در آن کتاب، داستان تراژیک میرزا و صاحبان به عنوان زمینه‌ای تاریخی مطرح شده و این رسم (کشتن نوزادان دختر) در چارچوب تحلیلی گسترده‌تر اجتماعی-اقتصادی بررسی شده است.

## ترجیح پسر
همانند دیگر کشورهای جنوب آسیا، خانوارهای پاکستانی ترجیح شدیدی برای فرزند پسر دارند.والدین تا زمانی که تعداد پسران مورد نظرشان به دنیا نیاید، فرزندآوری خود را کامل شده نمی‌دانند. این ترجیح در مناطق روستایی به دلیل نظام ارث‌بری زمین‌های کشاورزی توسط مردان و این باور که مردان برای کار در مزارع مناسب‌ترند، بیشتر رواج دارد. پسران معمولاً دسترسی بهتری به منابع، مراقبت‌های بهداشتی و آموزش دارند. انتخاب جنسیت پیش از تولد، بیشتر در میان طبقات مرفه که به خدمات پزشکی و فناوری دسترسی دارند رایج است، در حالی که سوءرفتار پس از تولد (نوزادکشی و رها کردن کودکان) در میان طبقات محروم بیشتر دیده می‌شود. دختران ناخواسته نیز اغلب به ازدواج زودهنگام مجبور می‌شوند.
ترجیح فرزند پسر بر جایگاه زنان پاکستانی نیز تأثیر گذاشته است. زنانی که حداقل یک پسر به دنیا آورده‌اند، در تصمیم‌گیری‌های خانوار نقش پررنگ‌تری دارند. بر اساس آمار و نظرسنجی‌های پاکستانی، این کشور در ۵۰ سال گذشته شاهد ۴۰ میلیون سقط جنین دختر بوده است.

## جهیزیه
خانواده‌ها معمولاً تمایلی به داشتن دختر ندارند، زیرا انتظار می‌رود برای ازدواج آن‌ها جهیزیه پرداخت کنند. دادن جهیزیه و انتظار دریافت آن بخشی از فرهنگ است و در اکثر ازدواج‌ها در تمام مناطق پاکستان، جهیزیه از خانواده عروس به خانواده داماد منتقل می‌شود. اختلافات مربوط به جهیزیه اغلب به خشونت منجر می‌شود. با بیش از ۲۰۰۰ مورد مرگ مرتبط با جهیزیه در سال و نرخ سالانه بیش از ۲٫۴۵ مرگ به ازای هر ۱۰۰ هزار زن بر اثر خشونت‌های مرتبط با جهیزیه، پاکستان بالاترین آمار مرگ‌ومیر را در بین تمام کشورهای جهان دارد.
جهیزیه در تمام سطوح جامعه پاکستان وجود دارد، چرا که این مسئله برای داماد و خانواده‌اش موضوعی مرتبط با آبرو محسوب می‌شود. عروسانی که نتوانند انتظارات خانواده داماد در مورد جهیزیه را برآورده کنند، اغلب تحقیر شده و مورد آزار جسمی قرار می‌گیرند. در برخی موارد، عروس‌ها حتی به قتل رسیده‌اند.

## فرهنگ افتخارِ خانواده
پاکستان دارای «فرهنگ ناموس‌پرستی» (فرهنگ آبرو محور) نیرومندی است که در آن یک زن می‌تواند به سادگی «آبرو» و «حیثیت» خانواده خود را با برخی رفتارها (که اغلب مربوط به مسائل ناموسی است) خدشه‌دار کند، خواه این رفتارها واقعی باشند یا صرفاً گمانه‌زنی‌های جامعه باشد. آبروی خانواده مفهومی انتزاعی است که شامل کیفیت مورد انتظار شایستگی و احترام‌پذیری می‌شود و بر جایگاه اجتماعی و خودارزیابی گروهی از افراد وابسته، چه به صورت جمعی و چه فردی، تأثیر می‌گذارد.
خانواده به عنوان منبع اصلی آبرو در نظر گرفته می‌شود و جامعه رابطه بین آبرو و خانواده را بسیار ارزشمند می‌داند. رفتار اعضای خانواده بازتابی بر آبروی خانواده دارد و هم بر تصوری که خانواده از خود دارد و هم بر نگاهی که دیگران به آن دارند تأثیر می‌گذارد.
قتل‌های ناموسی در پاکستان که محلی به آن «کَروکاری» می‌گویند، به قتل یکی از اعضای خانواده یا گروه اجتماعی توسط سایر اعضا گفته می‌شود که با این باور انجام می‌گیرد که قربانی باعث ننگ خانواده یا جامعه شده است. مرگ قربانی راهی برای بازگرداندن آبرو و حیثیت خانواده تلقی می‌شود.
خانواده‌ها برای جلوگیری از چنین مشکلاتی که به فرهنگ ناموس‌پرستی مرتبط است، اساساً ایده داشتن دختران را رد می‌کنند.

## سقط جنین انتخابی
سقط جنین جنسیتی - یعنی ختم حاملگی بر اساس جنسیت مؤنث جنین - در پاکستان رخ می‌دهد، هرچند این کار غیرقانونی است. در پاکستان سقط جنین به غیر از مواردی که برای حفظ جان یا سلامت زن باردار ضروری باشد، ممنوع است.
در سال ۲۰۱۷، دو سازمان پاکستانی موارد گسترده‌ای از نوزادکشی در شهرهای این کشور را کشف کردند. این موضوع توسط بنیاد Edhi (اردو: ایدهی فاؤنڈیشن) و بنیاد خیریه Chhipa بررسی شد. قربانیان این نوزادکشی‌ها تقریباً همگی نوزادان دختر بودند.
مقامات محلی دلیل این اقدامات را فقر و رسوم محلی ذکر کردند که در آن پسران بر دختران ترجیح داده می‌شوند. با این حال، کشف تعداد زیادی از این موارد در کراچی نشان داد که بسیاری از این نوزادان دختر به دستور روحانیون محلی کشته شده‌اند که اعلام کرده بودند باید از نوزادان متولد شده خارج از ازدواج چشم‌پوشی شود. در اسلام، نوزادان متولد شده خارج از ازدواج، «نامشروع» نامیده می‌شوند.
از ژانویه ۲۰۱۷ تا آوریل ۲۰۱۸، Edhi و Chhipa در کراچی ۳۴۵ نوزاد رها شده در زباله‌ها را کشف کردند که ۹۹ درصد آن‌ها دختر بودند. انور کاظمی، مدیر ارشد بنیاد Edhi در کراچی به خبرگزاری The News گفت: «ما سال‌هاست با چنین مواردی سر و کار داریم، اما برخی از این اتفاقات روح ما را به شدت متأثر کرده است. این موضوع ما را به فکر فرو برد که آیا جامعه ما به دوران بدوی بازمی‌گردد؟»
در سال ۲۰۱۷، بنیاد ایدهی در سراسر کشور ۳۵۵ نوزاد مرده را از محل‌های دفن زباله جمع‌آوری کرد که ۹۹ درصد آن‌ها دختر بودند. کراچی با ۱۸۰ مورد در صدر این آمار نگران‌کننده قرار داشت. فقط در چهار ماه اول سال جاری، این بنیاد در کلان‌شهر کراچی ۷۲ نوزاد دختر مرده را به خاک سپرده است. داده‌های ارائه شده تنها بخش کوچکی از واقعیت است، چرا که بنیاد ادهی فقط آمار شهرهایی را ثبت می‌کند که در آن‌ها خدمات ارائه می‌دهد

## گستره
بر اساس یک تخمین در پایان قرن بیستم، حدود ۳٫۱ میلیون دختر در پاکستان «مفقود» هستند. میزان ارتباط این آمار با نوزادکشی مورد بحث است؛ برای اطلاعات بیشتر به مقاله «زنان گمشده آسیا» مراجعه کنید.
بر اساس گزارش‌ها، در سال ۱۹۹۸ تعداد ۳۹۱ نوزاد دختر مرده کشف شد. این آمار در سال‌های بعد به این ترتیب کاهش یافت:
- ۶۸ مورد در سال ۱۹۹۹
- ۵۹ مورد در سال ۲۰۰۰
- ۵۱ مورد در سال ۲۰۰۱
- ۳۹ مورد در سال ۲۰۰۲

با این حال، بنیاد ادهی هشدار می‌دهد که آمار نوزادکشی به ویژه در مورد نوزادان دختر در حال افزایش است. آمار ثبت شده توسط این بنیاد نشان می‌دهد:
- ۸۹۰ نوزاد کشته شده در سال ۲۰۰۸
- ۹۹۹ نوزاد در سال ۲۰۰۹
- حدود ۱٬۲۱۰ مورد در سال ۲۰۱۰[۲۱]

نکته تکان‌دهنده این است که این آمار تنها مربوط به شهرهای بزرگ است و بدون شک رقم واقعی بسیار بیشتر از این می‌باشد.